# Avenida España (Valparaíso)
La avenida España es la principal arteria vial que une las comunas de Valparaíso y Viña del Mar, en el Gran Valparaíso, Chile.

## Historia
A finales del siglo xix la línea del ferrocarril —que dominaba el borde costero—, y el camino que iba por los cerros, eran las únicas formas de viajar desde Valparaíso a la naciente Viña del Mar. La rápida expansión de esta última ciudad, y la dificultosa comunicación entre ambas urbes, llevó a la discusión de la necesidad de una nueva alternativa vial. Los estudios comenzaron en 1897, encargados por el Ministerio de Industria y Obras Públicas, que designó una «Junta del Camino Plano», dirigida por Enrique Budge, y que tenía como misión construir una calzada carretera, a un costado de la línea férrea contigua al mar, con el ancho suficiente para instalar una vía de tranvías.
A pesar de la oposición de la Empresa de los Ferrocarriles del Estado al nuevo uso de parte de sus terrenos, en 1899 comenzaron las obras para la construcción del camino a un costado de la vía ferroviaria, con el desmonte de los cerros que llegaban a la línea y el aplanamiento de un ancho de 10 metros. El 28 de enero de 1906 se inauguró la vía con el nombre de Camino Plano en una ceremonia realizada en la estación Viña del Mar por el intendente Joaquín Fernández Blanco. El sector más cercano a Valparaíso, entre la estación Barón y la Caleta Portales, fue el único que fue cubierto con adoquines de piedra y piedra de río.
El incremento del tráfico y los primeros automóviles, sumado a la escasa mantención, llevaron al deterioro de la obra. La pavimentación total del camino comenzó en 1916 y sus obras fueron inauguradas el 1 de octubre de 1922, cuando fue finalmente denominada avenida España.

## Características
Es una de las avenidas con mayor caudal de tránsito de la región y las más transitadas del país; se inicia en el Nudo Barón, Valparaíso, y finaliza en el eje Viana - Álvares en Viña del Mar. Se encuentra en el borde costero, con vista constante al océano Pacífico.
En su recorrido se ubican tres estaciones de metro: Barón, Portales y Recreo. Dentro de su extensión es posible apreciar la Universidad Técnica Federico Santa María, el instituto profesional Inacap y la caleta Portales. 
Esta vía está a las faldas de los cerros Barón (en ella se encuentra la estación baja del ascensor del mismo nombre), Placeres, Esperanza y Recreo. Además se encuentra el Portal Valparaíso en el sector del Nudo Barón y próximo al final de la Avenida, en caleta Abarca, están el Reloj de flores y el Hotel Sheraton Miramar. Al costado norte de la vía se extienden las playas Caleta Abarca en Viña del Mar y Los Placeres/Portales en Valparaíso.
El 15 de enero de 2018 se dio inicio a las obras de re asfaltado de toda la Avenida, desde Nudo Barón en Valparaíso hasta Puente Capuchinos en  Viña del Mar. Los trabajos duraron varios meses, y fueron la mayor intervención de la Avenida en 40 años.